# Le Cri du loup (téléfilm, 1974)
Pour plus de détails, voir Fiche technique et Distribution.
Le Cri du loup (titre original : Scream of the Wolf) est un téléfilm américain de Dan Curtis diffusé le 16 janvier 1974 sur ABC.
Il a été diffusé en France sur M6 dans les années 1980.

## Synopsis
Dans une petite ville américaine, une série de meurtres inexpliqués seraient commis par un loup sauvage selon les autorités mais d'autres sont persuadés qu'un loup-garou serait à l'origine des morts. Le chasseur John Wetherby sort de sa retraite pour aider le shérif à traquer le monstre mais pour lui ça ne fait aucun doute : ces assassinats sont signés par un être de chair et de sang et pas un monstre mythique.

## Fiche technique
- Titre original : Scream of the Wolf
- Titre français : Le Cri du loup
- Réalisation : Dan Curtis
- Scénario : Richard Matheson d'après une histoire de David Case
- Directeur de la photographie : Paul Lohmann
- Montage : Richard A. Harris
- Décors : Walter M. Simonds
- Distribution : Hoyt Bowers
- Musique : Bob Cobert
- Effets spéciaux de maquillage : Michael Westmore (en)
- Effets spéciaux : Roger George
- Producteur : Dan Curtis
- Producteur exécutif : Charles W Fries
- Producteur associé : Robert Singer
- Compagnies de Production : Dan Curtis Productions, Metromedia Producers Corporation
- Compagnie de distribution : ABC
- Genre : Film d'horreur
- Pays :  États-Unis
- Durée : 78 minutes [1]
- Date de diffusion :  États-Unis : 16 janvier 1974 [2]

## Distribution
- Peter Graves : John Wetherby
- Clint Walker : Byron Douglas
- Jo Ann Pflug : Sandy Miller
- Philip Carey : Shérif Vernon Bell
- Don Megowan : Grant
- Brian Richards : Adjoint Crane
- Lee Paul (en) : L'étudiant
- Jim Storm : Le garçon
- Dean Smith : Lake
- Randy Kirby : Brian Hammond
- Vernon Weddle : Le présentateur des nouvelles
- Bill Baldwin : Le reporter
- Orville Sherman : Le médecin légiste
- Bonnie Van Dyke : La fille
- Grant Owens : L'adjoint Bill